# Loris Zarantonello
Loris Zarantonello (L'Union, Francia, 17 de noviembre de 2000) es un jugador profesional francés de rugby que se desempeña en la posición de hooker en Castres Olympique, equipo perteneciente a la liga Top 14.

## Carrera
Zarantonello es un jugador de formación francesa (JIFF). Comenzó su carrera deportiva con el equipo Coquelicots Montéchois Rugby, en el cual jugó siete temporadas (2005-2012), después pasó a Union Sportive Montauban (2012-2019), luego a Sporting Union Agen (2019-2023), posteriormente a Castres Olympique, donde lleva jugando una temporada.